# Futbol a Montenegro

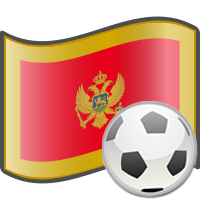

El futbol és un dels esports més seguits a Montenegro.

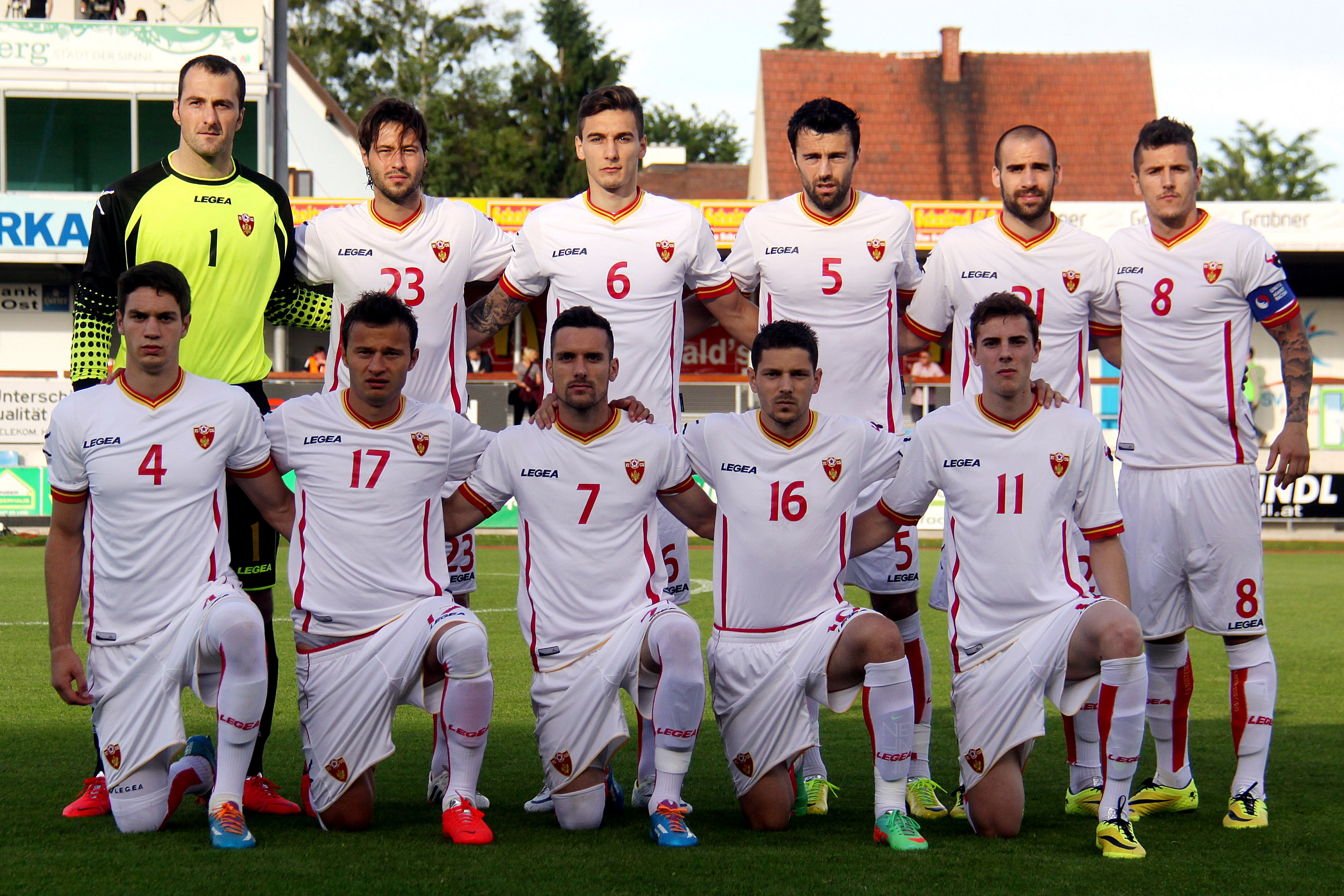
Montenegro el 2014.

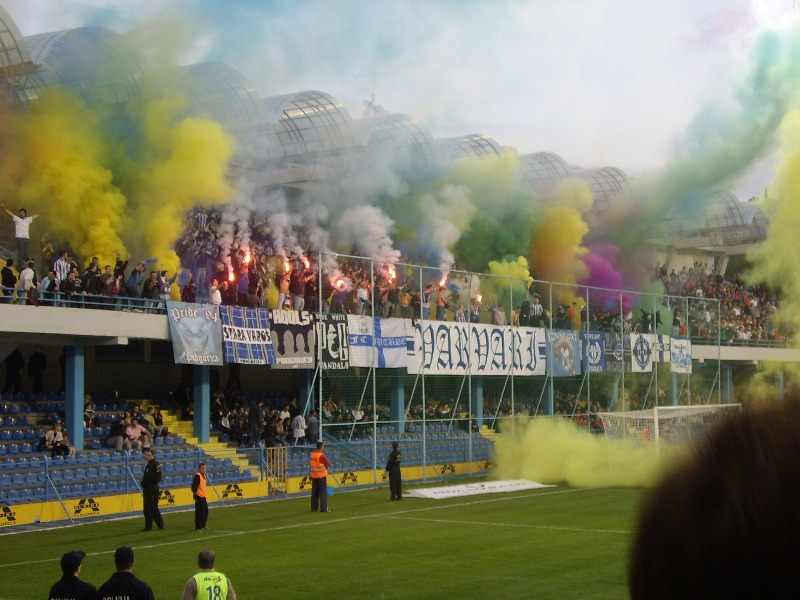
Seguidors a l'estadi Ciutat de Podgorica.

## Història
Montenegro fou estat independent als inicis del segle xx. A partir de 1919 els clubs montenegrins es diluïren dins l'estructura futbolística de Iugoslàvia. No fou fins a l'any 2006 en què amb la independència del país, es creà la federació de futbol de Montenegro i s'iniciaren les competicions futbolístiques nacionals. El primer partit de la selecció de futbol de Montenegro es disputà a Podgorica el 24 de març de 2007, derrotant Hongria per 2-1. Històricament, l'equip més destacat del país ha estat el FK Budućnost Podgorica (antigament conegut com a Buducnost Titograd, pel canvi de nom de la ciutat).

## Competicions
- Lliga montenegrina de futbol
- Copa montenegrina de futbol

## Principals clubs
- FK Budućnost (Podgorica)
- FK Kom (Podgorica)
- FK Mladost (Podgorica)
- FK Mogren (Budva)
- FK Sutjeska (Nikšić)
- FK Berane (Berane)
- FK Rudar (Pljevlja)
- FK Zeta (Golubovci)
- FK Lovćen (Cetinje)
- FK Mornar (Bar)

## Jugadors destacats
Font:
Des de 1930
- Vojin Božović
- Milovan Jakšić

Des de 1950
- Ilijas Pašić

Des de 1960
- Lazar Radović
- Branko Rašović

Des de 1970
- Zoran Filipović

Des de 1980
- Dragoljub Brnović
- Ljubomir Radanović
- Zoran Simović

Des de 1990
- Branko Brnović
- Predrag Mijatovic
- Željko Petrović
- Niša Saveljić
- Dejan Savicevic

Des de 2000
- Mirko Vučinić

Des de 2010
- Stevan Jovetić
- Stefan Savić

## Principals estadis
- Estadi Gradski Podgorica (Podgorica)